# Hermann de Metz
Hermann ou Herimann a été évêque de Metz de 1073 à 1090.
Il était apparenté aux comtes de Toul, l'oncle ou le cousin de Henri Ier de Verdun.
Il pourrait être le fils de Gislebert de Looz et avoir été archidiacre et prévôt de la cathédrale Notre-Dame-et-Saint-Lambert de Liège mais selon d'autres sources il serait originaire de Saxe et serait donc un homonyme.
Il a été formé par Anno II, archevêque de Cologne.
Il a été sacré évêque en 1073
En 1075 se rend à Rome auprès du pape Grégoire VII où il obtient l'absolution des évêques de Liège et de Bamberg.
Il entre ensuite en conflit avec Henri IV du Saint-Empire dans le cadre de la querelle des investitures. En 1076 il participe au concile de Worms où l'empereur Henri IV du Saint-Empire dépose le pape Grégoire mais il s'en repent rapidement.
S'opposant plus activement à Henri IV, Hermann est déposé en 1085 lors du concile de Mayence. Chassé de son trône épiscopal, il est remplacé par un partisan de l'empereur : Valon, abbé de Saint-Arnould. Chassé par la foule celui-ci démissionne et se retire à l'abbaye de Gorze. Hermann est remis sur son trône par les Messins
En 1087, Henri IV fait à nouveau chasser Hermann et place à son poste Brunon de Calw. Les Messins attaquent la cathédrale et massacrent la suite de prélat qui parvient à prendre la fuite. Hermann est réintégré une seconde fois en 1088.
Hermann décède le 6 mai 1090. Henri IV fait nommer Burchard, grand prévôt de Trêves, comme évêque mais celui-ci ne pourra pas prendre possession de son siège. 